# Slocomb (Alabama)
Slocomb é uma cidade localizada no estado americano de Alabama, no Condado de Geneva.

## Demografia
Segundo o censo americano de 2000, a sua população era de 2052 habitantes.
Em 2006, foi estimada uma população de 2042, um decréscimo de 10 (-0.5%).

## Geografia
De acordo com o United States Census Bureau, a localidade tem uma área de 24,6 km², sem área coberta por água. Slocomb localiza-se a aproximadamente 77 m acima do nível do mar.

## Localidades na vizinhança
O diagrama seguinte representa as localidades num raio de 16 km ao redor de Slocomb.

## Cidade-Irmã
- Bamako, Mali (desde 1912)